# Hosokawa Harumoto
Hosokawa Harumoto est un nom japonais traditionnel ; le nom de famille (ou le nom d'école), Hosokawa, précède donc le prénom (ou le nom d'artiste).
Hosokawa Harumoto (細川 晴元, 1519-24 mars 1563) est un daimyo des périodes Muromachi et Sengoku du Japon, et le chef du clan Hosokawa. Le nom d'enfance de Harumoto est « Sōmei-maru » (聡明丸). Il est le fils de Hosokawa Sumimoto, autre samouraï de renom de la période Muromachi.
Harumoto devient chef de la maison à l'âge de sept ans après la mort de son père en 1520. Pendant qu'il est encore mineur, il est soutenu par son gardien, Miyoshi Motonaga.
En 1531, Harumoto défait Hosokawa Takakuni et reprend le pouvoir. Par ailleurs, il craint Motonaga et le tue l'année suivante.
Après cela, Harumoto est le maître de tout le Kinai (provinces de Yamashiro, de Yamato, de Kawachi, d'Izumi et de Settsu) et s'introduit dans le shogunat Ashikaga en tant que kanrei.
En 1543, Hosokawa Ujitsuna, fils adoptif de Takakuni, lève des armées et, en 1549, Miyoshi Nagayoshi, qui est un important obligé et le premier fils de Motonaga, trahit Motoharu et prend parti pour Ujitsuna, ce qui entraîne la défaite de Harumoto. Harumoto, Ashikaga Yoshiteru qui est le 13e shogun, et Ashikaga Yoshiharu, père de Yoshiteru, sont exilés dans la province d'Ōmi.
Après cela, Harumoto et Yoshiteru sont en lutte avec Nagayoshi pour s'emparer du pouvoir du shogunat Ashikaga. Cependant, Harumoto est battu et il prend sa retraite après s'être réconcilié avec Nagayoshi en 1561. Marié à l'une des sœurs de dame Sanjō, il meurt de maladie en 1563.

## Source de la traduction
- (en) Cet article est partiellement ou en totalité issu de l’article de Wikipédia en anglais intitulé « Hosokawa Harumoto » (voir la liste des auteurs).